# Vemmedrup
Vemmedrup – miasto w Danii, w regionie Zelandia, w gminie Køge.